# Koniaków
Koniaków (deutsch Koniakau) ist eine Ortschaft mit einem Schulzenamt der Gemeinde Istebna im Powiat Cieszyński der Woiwodschaft Schlesien in Polen.

## Geographie
Koniaków liegt im Süden der Schlesischen Beskiden, östlich von Istebna am Hang des Berges Ochodzita (895 m), etwa 30 km südwestlich von Bielsko-Biała und 80 km südlich von Katowice im Powiat (Kreis) Cieszyn.
Das Dorf hat eine Fläche von 1469 ha (18 % der Gemeinde).
Nachbarorte sind Istebna im Westen und Norden, Kamesznica und Laliki im Osten, Zwardoń im Süden sowie Jaworzynka im Südwesten.

## Geschichte
Das Dorf liegt im Olsagebiet (auch Teschner Schlesien, polnisch Śląsk Cieszyński).
Die Ansiedlung begann von Einwohnern von Istebna in der ersten Hälfte des 17. Jahrhunderts, wurde aber von den Teschener Herzögen verboten, als der Wald in der Zeit des Dreißigjährigen Kriegs eine wichtige Grenze zu Polen war (das Dorf gehörte zur Habsburgermonarchie). Chalupy na Koniakowie (Buden in Koniaków) wurden in den Jahren 1695–1712 erwähnt. Das Jahr 1712 ist als Gründungsjahr gehalten (z. B. der Feiertag im Jahre 2012), aber die Unabhängigkeit von Istebna wurde erst im Jahre 1816 erreicht. Der Name ist vielleicht nach Koniakau bei Teschen ererbt.
Nach der Aufhebung der Patrimonialherrschaften bildete Koniaków ab 1850 eine Gemeinde in Österreichisch-Schlesien, Bezirk Teschen und Gerichtsbezirk Jablunkau. In den Jahren 1880–1910 stieg die Einwohnerzahl von 857 im Jahr 1880 auf 1120 im Jahr 1910 an, alle Einwohner waren polnischsprachig. Im Jahre 1910 waren 88,7 % römisch-katholisch, 11,3 % evangelisch.
1920, nach dem Zusammenbruch der k.u.k. Monarchie und dem Ende des Polnisch-Tschechoslowakischen Grenzkriegs, kam Koniaków zu Polen. Unterbrochen wurde dies nur durch die Besetzung Polens durch die Wehrmacht im Zweiten Weltkrieg.
Von 1975 bis 1998 gehörte Koniaków zur Woiwodschaft Bielsko-Biała.

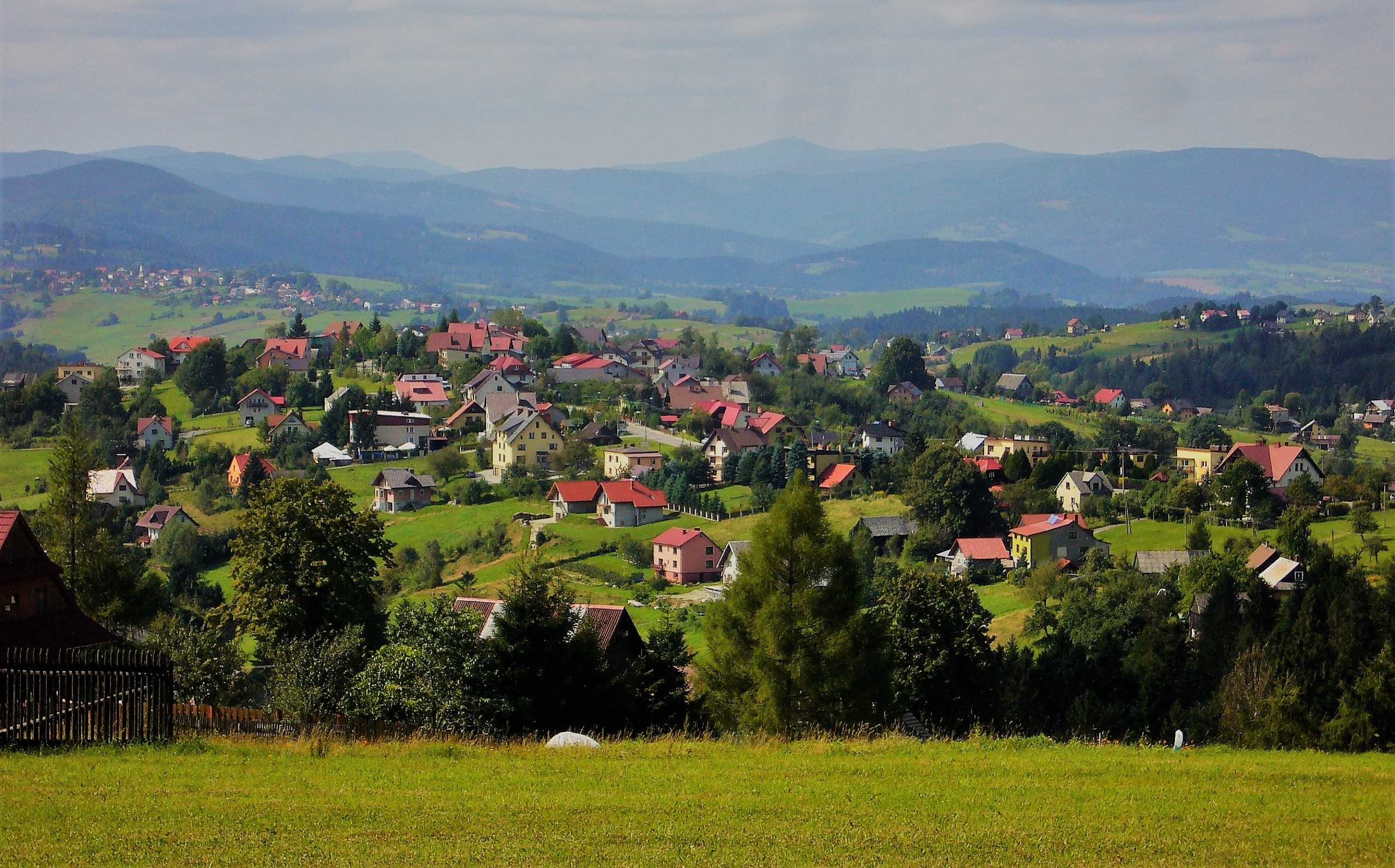
Ortsansicht
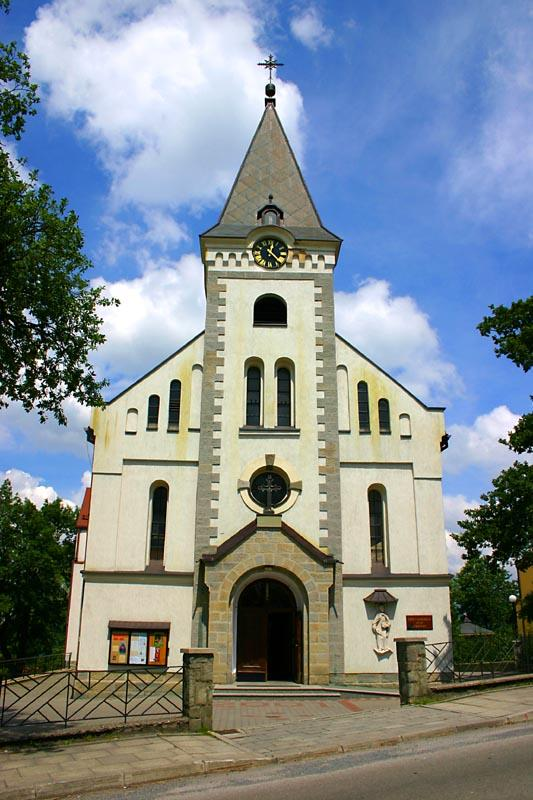
Kirche
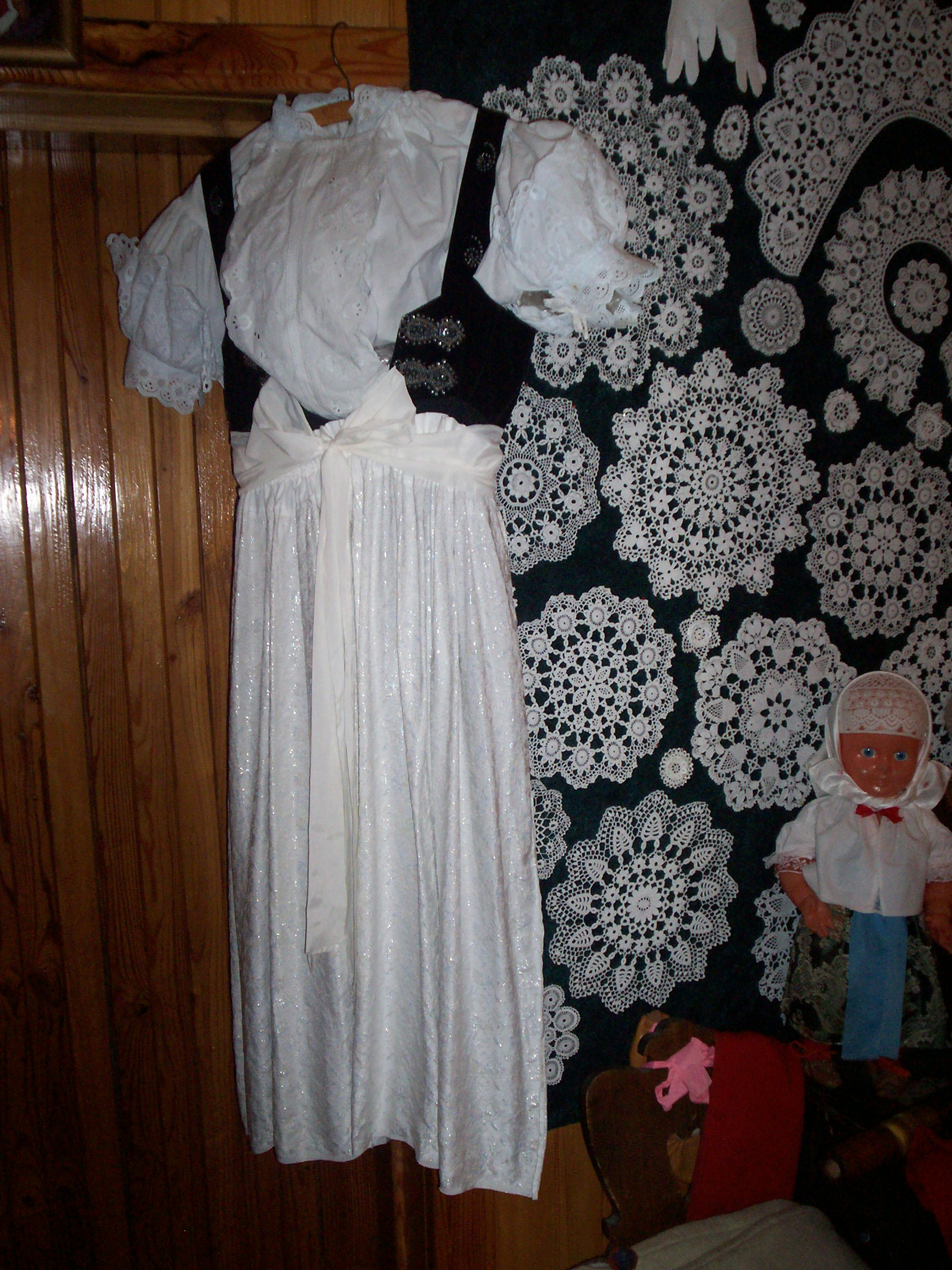
Museum

## Söhne des Ortes
- Erwin Fiedor (1943–2012), nordischer Skisportler
- Andrzej Fiedor (1946–2025), Biathlet
- Krystian Legierski (* 1978), LGQT-Aktivist